# 리소그라프

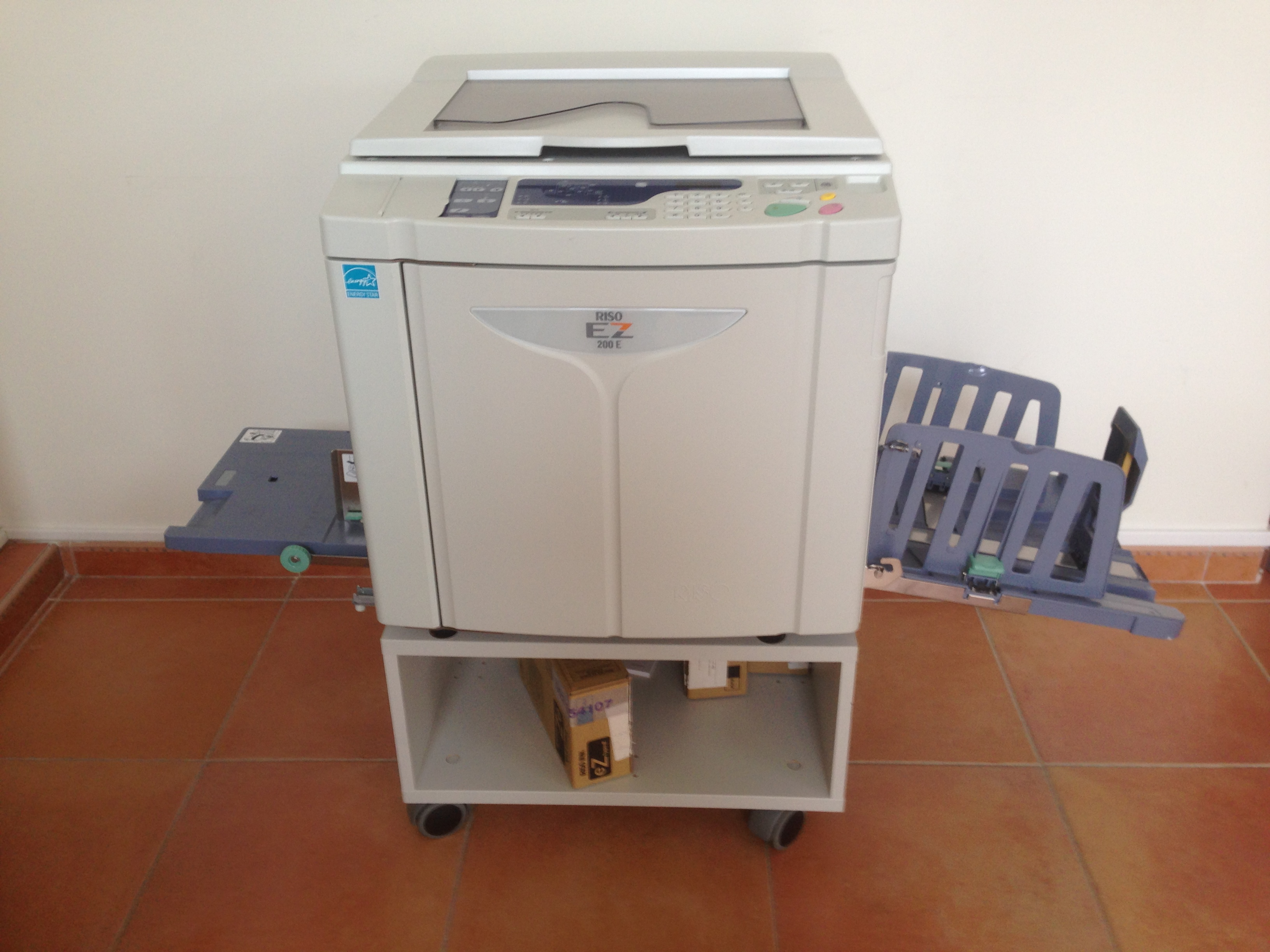
리소 EZ200

리소그라프(Risograph) 또는 리소인쇄기는 주로 대용량 복사 및 인쇄용으로 설계된 리소과학공업주식회사에서 제조한 디지털 복사기 브랜드이다. 1980년 일본에서 출시되었다. 최신 모델은 독립형 복사기뿐만 아니라 네트워크 프린터로도 사용할 수 있기 때문에 프린터 복사기라고도 한다. 동일한 내용을 여러 사본(일반적으로 100개 이상)으로 인쇄하거나 복사하는 경우 일반적으로 기존 복사기, 레이저 프린터 또는 잉크젯 프린터보다 페이지당 비용이 훨씬 저렴하다.

## 인쇄 방법
리소그라프는 원본을 기계에 보낸 후 열전사 헤드로 원판에 미세한 구멍을 만들어 원본 원판을 만든다.
그런 다음 이 마스터를 드럼에 감싸고 잉크가 마스터의 빈 공간을 통과하게 된다. 드럼이 고속으로 회전하는 동안 종이는 기계를 통해 평평하게 회전하여 종이에 각 이미지를 만든다.
USB를 통해 전송된 문서를 인쇄하거나 평판 유리 스캐너로 아날로그 방식으로 스캔할 수 있다.